# Nasieniowód

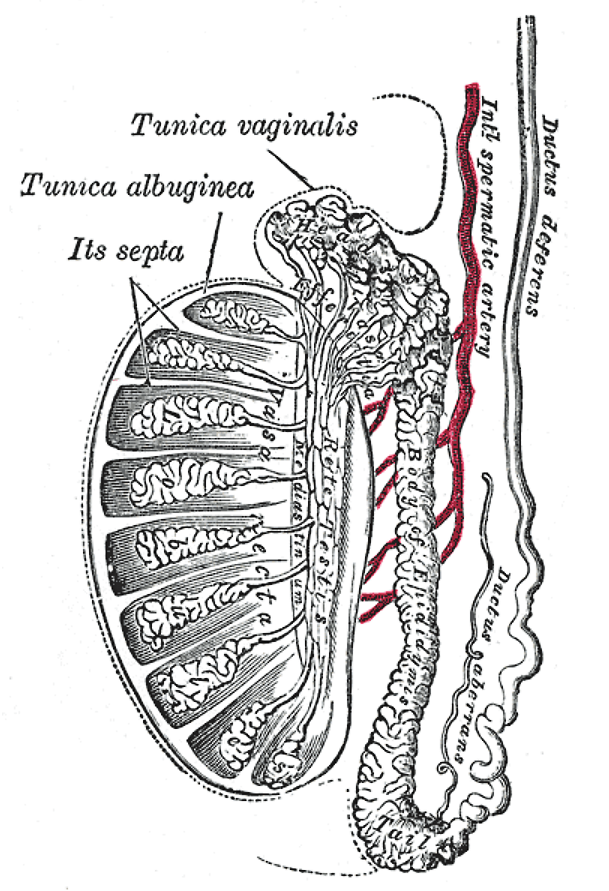
Po prawej stronie widoczny nasieniowód, podpisany Ductus deferens

Nasieniowody, przewody nasienne (łac. ductus deferens) – przewody wyprowadzające plemniki z męskich gruczołów płciowych – jąder. U kręgowców nasieniowody wychodzą z najądrza i mają ujście na zewnątrz albo w cewce moczowej. Ponadto u kręgowców nasieniowody wytwarzają pewne substancje zwiększające ruchliwość plemników. U ssaków nasieniowody współtworzą powrózek nasienny.

## Histologia narządu
Gruba, mocno umięśniona ściana narządu składa się, idąc od wewnątrz, z następujących warstw:
- błona śluzowa, początkowo ma światło okrągłe i wyścielona jest nabłonkiem dwurzędowym, dalej zaś wyściela ją nabłonek jednowarstwowy walcowaty, a światło staje się pofałdowane;
- błona mięśniowa, najgrubsza z warstw, zbudowana z 3 pokładów mięśniówki o przebiegu podłużnym, okrężnym i ponownie podłużnym;
- przydanka łącznotkankowa, mocująca nasieniowód w tkance łącznej powrózka nasiennego, w skład którego wchodzi.

W pobliżu gruczołu krokowego nasieniowód rozszerza się, tworząc bańkę. Jej cechą charakterystyczną jest szerokie światło i obecność wysokich, rozgałęzionych fałdów błony śluzowej. Nabłonek tworzy tu równie gruczołowe wpuklenia w głąb blaszki właściwej.
Krótki odcinek łączący bańkę z ujściem nasieniowodu nazywa się przewodem wytryskowym. Tu również błona śluzowa tworzy podłużne fałdy, choć nie tak wysokie jak w bańce. Do przewodu tego otwierają się ujścia pęcherzyków nasiennych.

## Dodatkowe obrazy

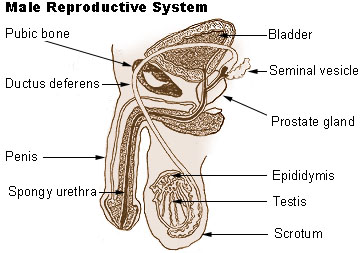
Męski układ rozrodczy.
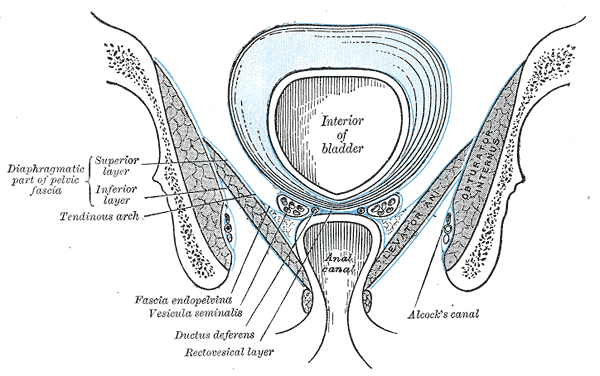
Przekrój czołowy przez miednicę, pokazujący ułożenie powięzi. Widok z tyłu.
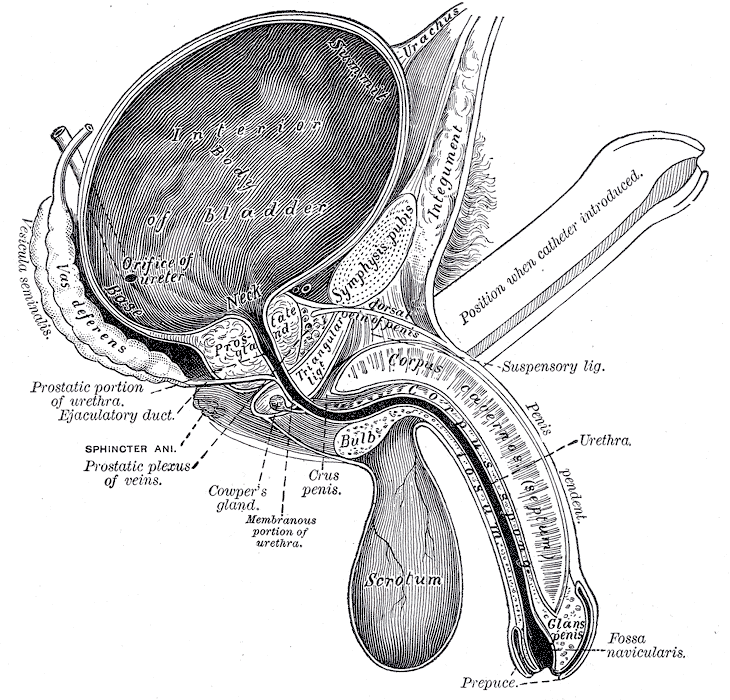
Przekrój strzałkowy przez pęcherz, prącie i cewkę moczową.
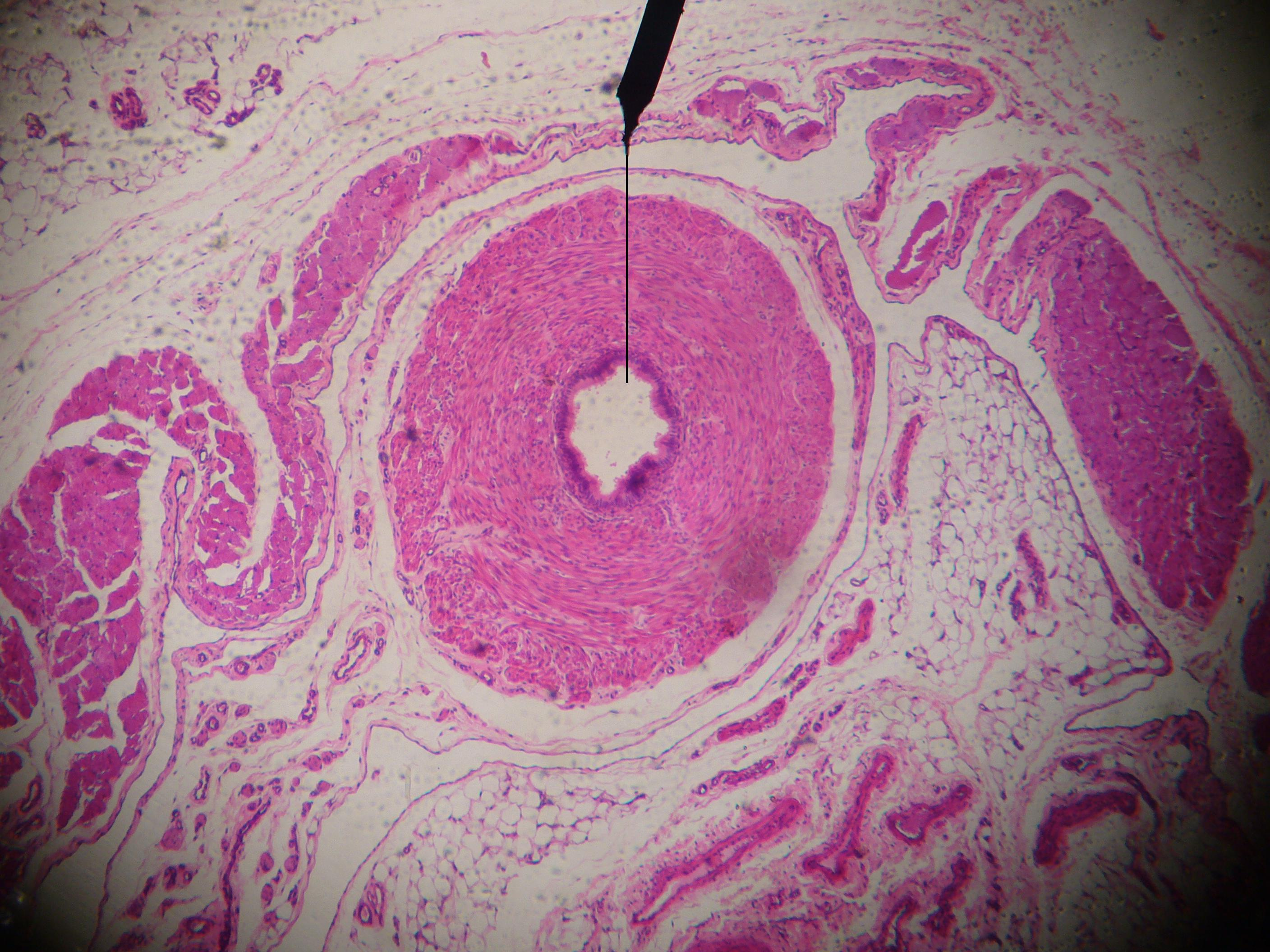
Przekrój poprzeczny w mikroskopie.